# Харитонов Олег Ремович
Олег Ремович Харитонов (рос. Харитонов Олег Ремович, 25 листопада 1967, Ленінград, СРСР) — російський актор та співак.

## Життєпис
Олег Харитонов народився і виріс в Санкт-Петербурзі. Батько — Рем Харитонов, скульптор, ювелір і медальєр, мати — Юлія Харитонова, інженер-гальванік.
Олег з дитинства мріяв стати актором, відвідував Театр Юнацької Творчості. З семи років він соліст Державного дитячого хору ленінградського радіо і телебачення. Виступи юного співака часто показували по ТБ.
Крім захоплення сценою, Олег багато часу присвячував ювелірному мистецтву. У майстерні батька, ще, будучи школярем, він створював авторські прикраси зі срібла. Це хобі залишилося улюбленим і понині. Роботи Рема Харитонова виставляються в Ермітажі, Російському музеї, багатьох вітчизняних і зарубіжних галереях мистецтв. Його ім'я увійшло в енциклопедію «Художники всіх часів і народів» (25 томів, Німеччина).
З 4-го класу Олег Харитонов захопився яхтспортом. Після закінчення школи Олег вступив до ЛДІТМІК. Завдяки щедрому вокальному даруванню, він одночасно освоїв дві спеціальності: «Актор драми» (курс Т. М. Абросимової, 1993) і «Актор музичного театру» (курс В. І. Подгородинського 1994). Олег приділяв серйозну увагу техніці вокалу і постановки голосу. Він відвідував творчу майстерню знаменитої виконавиці класичних романсів Рубіни Калантарян. Вона прищеплювала своїм учням тонке розуміння романсу. Під керівництвом видатного педагога, Олег, володар виразного ліричного баритона, підготував програму свого першого сольного концерту.
Мрія всіх акторів — зіграти роль Ромео збулася для Олега Харитонова ще в студентські роки. Майстер курсу Олега — Володимир Подгородинський заснував єдиний в Росії — «Театр рок-опери». Він запросив перспективного студента у свої постановки легендарних мюзиклів. У виставі «„Юнона“ та „Авось“» йому було довірено роль графа Резанова.
Після закінчення інституту Олег був запрошений на роботу в Санкт-Петербурзький державний драматичний театр «Причастя». У складі трупи гастролював по Німеччині, Нідерландам, Франції. Кілька років Олег подорожував по Європі.
У 2002 році Олег Харитонов вирішив повернутися на Батьківщину. Він вступив до трупи Санкт-Петербурзького державного драматичного театру «Притулок комедіанта». Художній керівник театру — Віктор Мінков запросив Олега Харитонова взяти участь постановці російсько-американської вистави «Як бджоли в меду» за п'єсою Дугласа Картера Біна. Цей міжнародний проєкт став значущою подією в житті театрального Санкт-Петербурга. «Як бджоли в меду» — яскравий зразок сучасної американської драматургії, розповідь про життя нью-йоркської богеми. Режисер-постановник вистави Ніл Флекман довірив Олегу Харитонову три ролі.
З 2003-го Олег Харитонов активно знімається в кіно і переїжджає до Москви. Він отримав пропозицію про роботу в Московському Академічному театрі ім. Володимира Маяковського. Дебют Олега Харитонова в кіно відбувся в картині «Той, хто дивиться вниз» Івана Щеголєва.
Визнання і славу актор Олег Харитонов отримав після багатьох років плідної роботи в кіно. Глядачів захопила гра артиста в серіалі «Павутиння», вперше вийшов на екрани у 2007 році, і відтоді Олег Харитонов міцно увійшов в число затребуваних акторів телебачення.

## Роботи в театрі
- Санкт-Петербурзький Державний Академічний Драматичний Театр ім. В. Ф. Комиссаржевської
- Санкт-Петербурзький державний драматичний театр «Причастя»
  - «Стара-стара казка» — Солдат
- Санкт-Петербурзький державний драматичний театр «Притулок комедіанта»
  - «Як бджоли в меду» — Майкл, Скунс, Рональд.
- Московський академічний театр імені Володимира Маяковського.
  - «Одруження» — Степан
  - «Карамазови» — Слідчий
  - «Нахлібник» — Трембінський
  - «Дуже проста історія» — Олексій
  - «Чума на обидва ваші дома!» — Бард
  - «Карлик» — Ріккардо

## Роботи в кіно
1. «Той, хто дивиться вниз» (2003) — Хаза.
2. «На шляху до» (2004) — вчитель біології.
3. «Талісман кохання» (2005) — Борис Глушковський.
4. «У колі першому» (2005) — Руська.
5. «Справжній Дід Мороз» (2006) — Дід Мороз.
6. «Багата і кохана» (2006) — Гліб Артем'єв.
7. «Права справа» (2007) — Тарас Гринько.
8. «Екстрений виклик» (2007) — Перцев.
9. «Ділки. Бути разом» (2007) — Єнін.
10. «Синя борода» (2007) — Антон.
11. «Павутиння» (2007) — Федір Туманов.
12. «Королі гри» (2008)р — Романов.
13. «Висяки» (2008) — Ігор Волков.
14. «Життя на двох» (2008) — Максим Коренєв.
15. «Павутиння-2» (2008) — Федір Туманов.
16. «Карамазови. Симфонія пристрастей» (2009) — Ракітін.
17. «Павутиння-3» (2009) — Федір Туманов.
18. «Райські яблучка. Життя продовжується» (2009) — Івашов Лев.
19. «Золота рибка в місті N» (2010) — Гена.
20. «Павутиння-4» (2010) — Федір Туманов.
21. «Смак граната» (2011) — майор міліції.
22. «Дівоче полювання» (2011) — Ігор Богомолов.
23. «Любов на два полюси» (2011) — Віктор Арзаус.
24. «Не вкради» (2011) — Колаєв.
25. «Павутиння-5» (2011) — Федір Туманов.
26. «Зроблено в СРСР» (2011) — Валерій Писаренко.
27. «Терміново в номер-3» (2011) — Руслан Андрійович Мурзенко.
28. «Карпов» (2012) — Микола Вересов.
29. «Павутиння-6» (2012) — Федір Туманов.
30. «Іржа» (2012) — Костянтин Владимиров.
31. «Анєчка» (2012) — Герман.
32. «Анютине щастя» (2013) — Ігор Верлицький.
33. «Карпов-2» (2013) — Микола Вересов.
34. «Мій тато льотчик» (2013) — Іван Ловцов[3].
35. «Морські дияволи» (2013) — Дмитро Худяков.
36. «Павутиння-7» (2013) — Федір Туманов.
37. «Цезар» (2013) — Андрій Гаврилович Проскурін.
38. «Павутиння-8» (2014) — Федір Туманов.
39. «Кримінальний спадок» (2014) — Михайло Пашков.
40. «Розшук-3» (2014) — заступник Блінова.
41. «Павутиння-9» (2015) — Федір Туманов.
42. «Чуже гніздо» (2015) — Дмитро Боков.